# Ганниченко Іван
Ганниченко Іван (1921 — у 1950-х рр.) — український літератор, журналіст, краєзнавець. Псевдоніми й криптоніми: Ганнич Іван, Ів. Г, Ів. Орчик та ін.

## Біографія
Народився 1921 р. в одному з сіл на Полтавщині. У 1942–1943 рр. працював кореспондентом газети
«Голос Полтавщини». Восени 1943 виїхав до Західної України, потім у 1944 р. до міста Трнов (Словаччина). Деякий час жив у Австрії, з 1945 — у Німеччині в таборі. На поч. 50-х емігрував до США. Друкувався в журналі «Нові дні» (Канада). Помер під час невдалої операції.[джерело не вказане 2578 днів]

## Творчість
Автор збірки ліричних віршів «Моя муза» (1953).